# Coccus moestus
Coccus moestus är en insektsart som beskrevs av De Lotto 1959. Coccus moestus ingår i släktet Coccus och familjen skålsköldlöss. Inga underarter finns listade i Catalogue of Life.